# Mühlenhof Breckerfeld

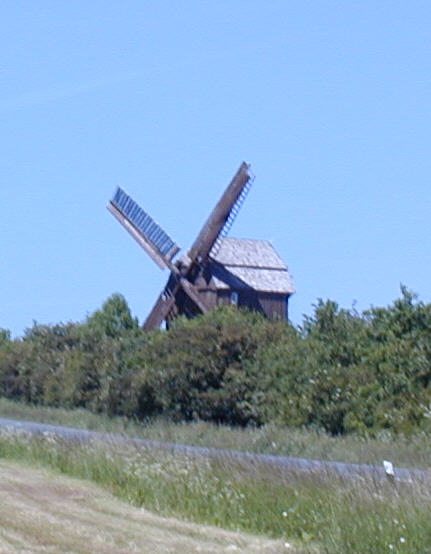
Die Windmühle im Breckerfelder Mühlenhof

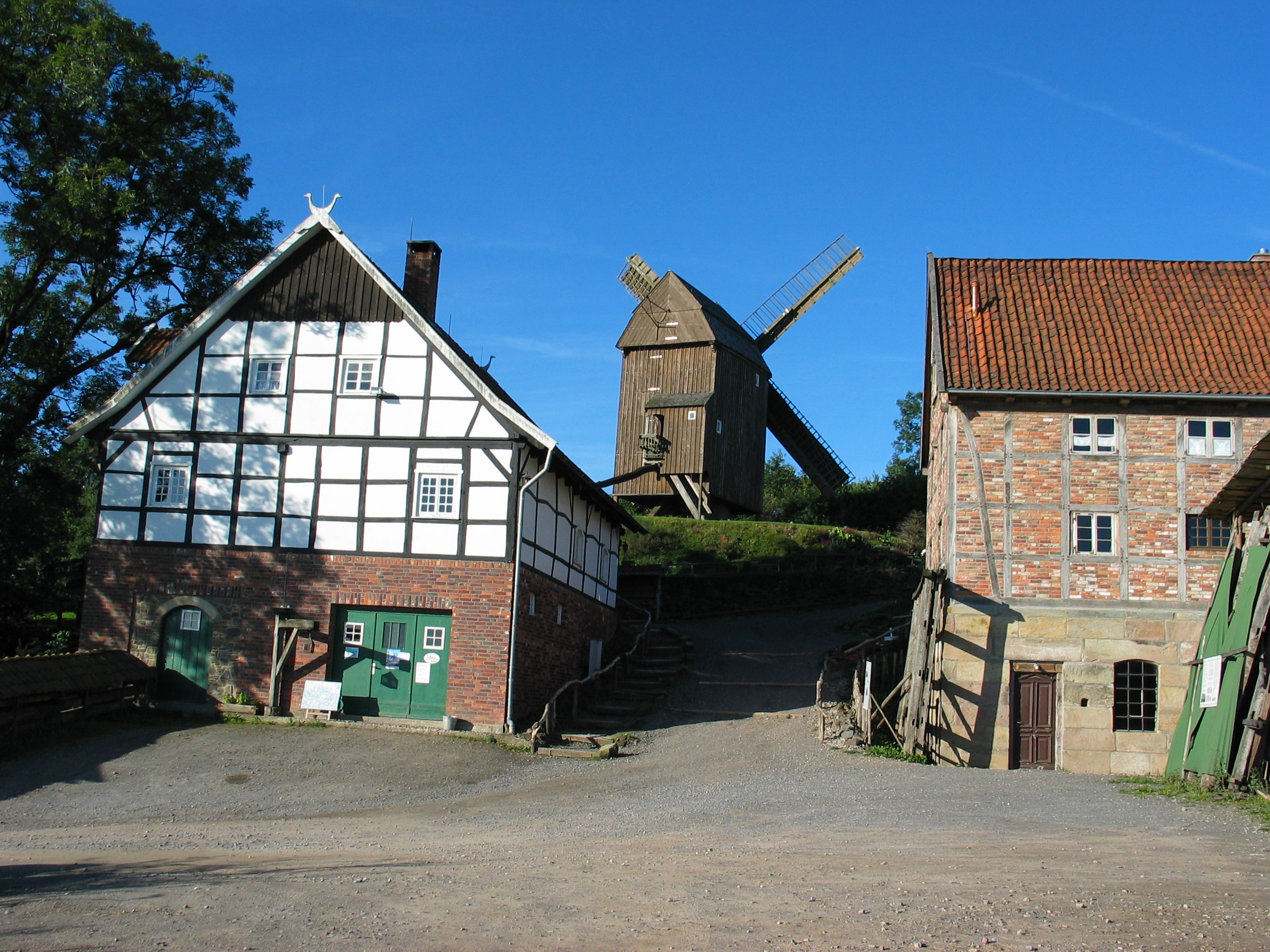
Mühlenhof mit Backhaus und Kaffeestube

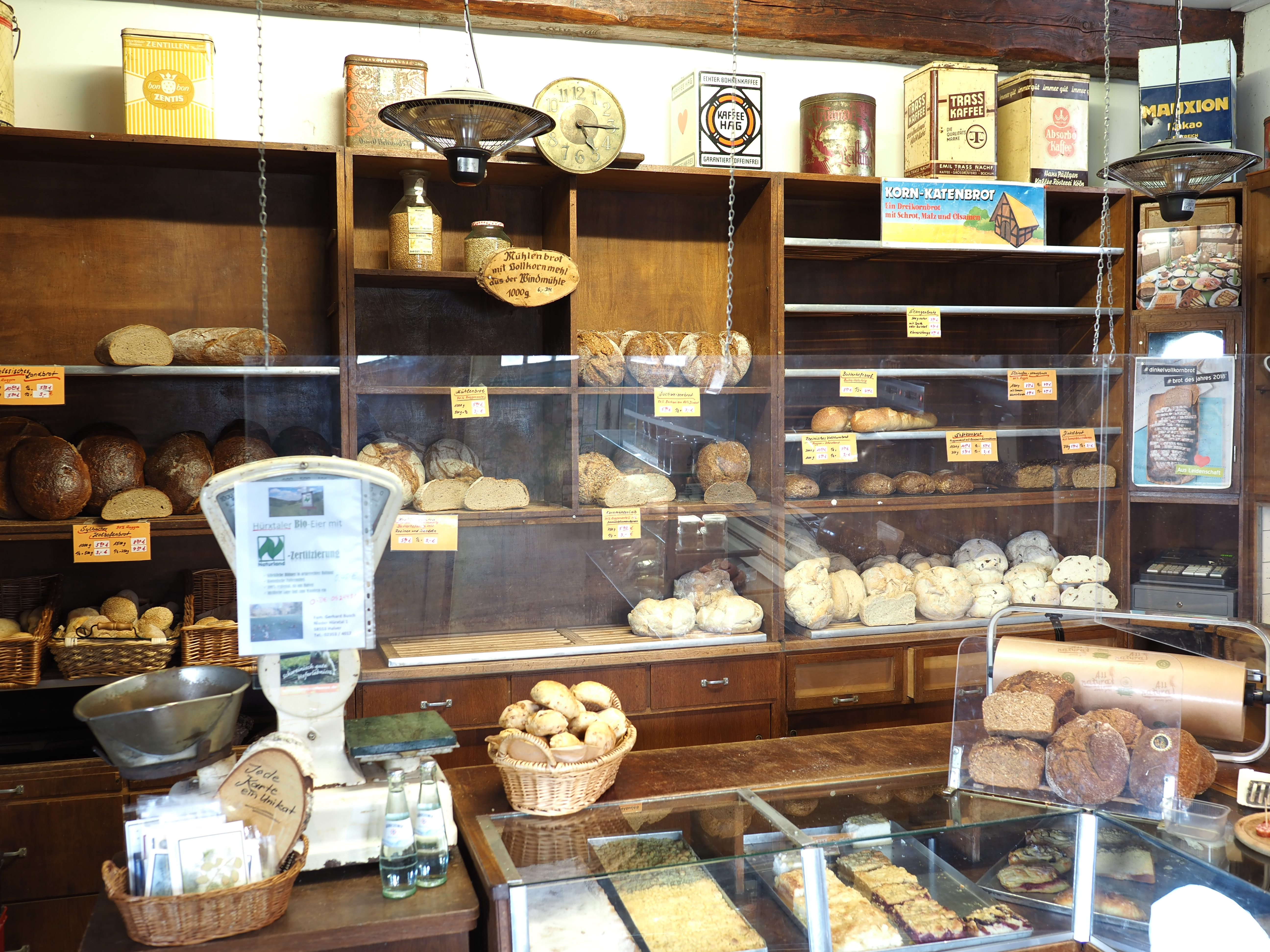
Ladenlokal auf dem Mühlenhof

Der Mühlenhof Breckerfeld ist ein historisches Gebäudeensemble in Breckerfeld (Nordrhein-Westfalen), bestehend aus einer translozierten Bockwindmühle, einem Backspeicher, einem Kornspeicher, einem Bienenhaus, einem Backhaus, einem bäuerlichen Wohnhaus und einer Kaffeestube mit Hofladen.
1996 entstand am Nordrand Breckerfelds ein privates, frei zugängliches Freilichtmuseum, in dem mehrere translozierte historische Gebäude des bäuerlichen Lebens zusammengetragen wurden. Die Hauptattraktion ist die ursprünglich 1846 in der Mark Brandenburg errichtete Bockwindwühle (mit zwei Kammrädern, einem Sackaufzug sowie einem Steinhebekran, zwei Segeltuch- und zwei Jalousieflügeln), neben der ein Kornspeicher (original Lehmspeicher) aus dem Soester Raum, ein Bienenhaus aus Hünningen (Kreis Soest) sowie ein aus dem Jahr 1755 stammendes Dreiständerhaus mit Backofen aus Heiden (Kreis Borken) neu errichtet wurden.
Im Bauernhaus betreibt der Besitzer zur Finanzierung des eintrittsfreien Freilichtmuseums eine Backstube, einen Verkaufsraum für selbst produzierte Back-, Käse-, Fleisch- und Wurstwaren und eine Kaffeestube mit Restauration, die wie die anderen Gebäude mit original bäuerlichen Einrichtungsgegenständen des 19. und frühen 20. Jahrhunderts ausgestattet sind. Der Mühlenhof hat sich innerhalb kurzer Zeit zu einer beliebten touristischen Attraktion in Breckerfeld entwickelt.
Eine weitere, allerdings mit Wasserkraft angetriebene Mühle in Breckerfeld ist die Finkenberger Mühle.

## Geschichte des Mühlenhof Breckerfeld
Das Ehepaar Dietmar und Helga Thorschmidt hatte ab 1996 den Mühlenhof Breckerfeld mit viel Geld aufgebaut. Dabei gab es Hilfe der Stadt Breckerfeld und von Freiwilligen. Der Schwiegersohn des Ehepaars Thorschmidt war bei einem Unfall mit einem Geisterfahrer verstorben. Dieser sollte den Mühlenhof weiterbetreiben, da Thorschmidts dies altersbedingt nicht mehr fortführen konnten. Am 16. November 2018 war eine Zwangsversteigerung angesetzt.
Der Mühlenhof Breckerfeld wurde Anfang 2022 von Philippe Bremicker, Mirko Krüger und Jan Winterhoff gekauft. Diese haben den Verein Mühlenhof Breckerfeld e. V. gegründet, um den Mühlenhof Breckerfeld weiter zu betreiben. Das Ladenlokal auf dem Mühlenhof wurde auch noch 2022 vom Ehepaar Thorschmidt betrieben. 2022 sanierte man die Bockwindmühle, um sie wieder ans Laufen zu bringen. Nach dem Aufbau liefen die Windmühlenflügel von 2010 bis 2012. Sie stand dann von 2012 an still. Die Windflügel müssen erneuert werden.